# Nesoryzomys indefessus
Nesoryzomys indefessus is een uitgestorven zoogdier uit de familie van de Cricetidae. De wetenschappelijke naam van de soort werd voor het eerst geldig gepubliceerd door Thomas in 1899.

## Voorkomen
De soort kwam voor in Ecuador.